# Inverbeg

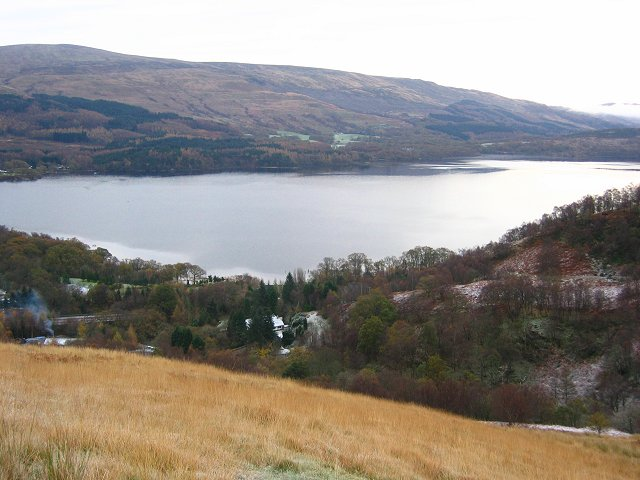
Inverbeg

Inverbeg è un villaggio nell'Argyll e Bute, in Scozia.

## Geografia
È sulla sponda occidentale del Loch Lomond, ai piedi della valle del Glen Douglas. Un tempo, un battello trasportava passeggeri da Inverbeg a Rowardennan, sulla sponda orientale dello stesso Loch Lomond.